# 腐肉食

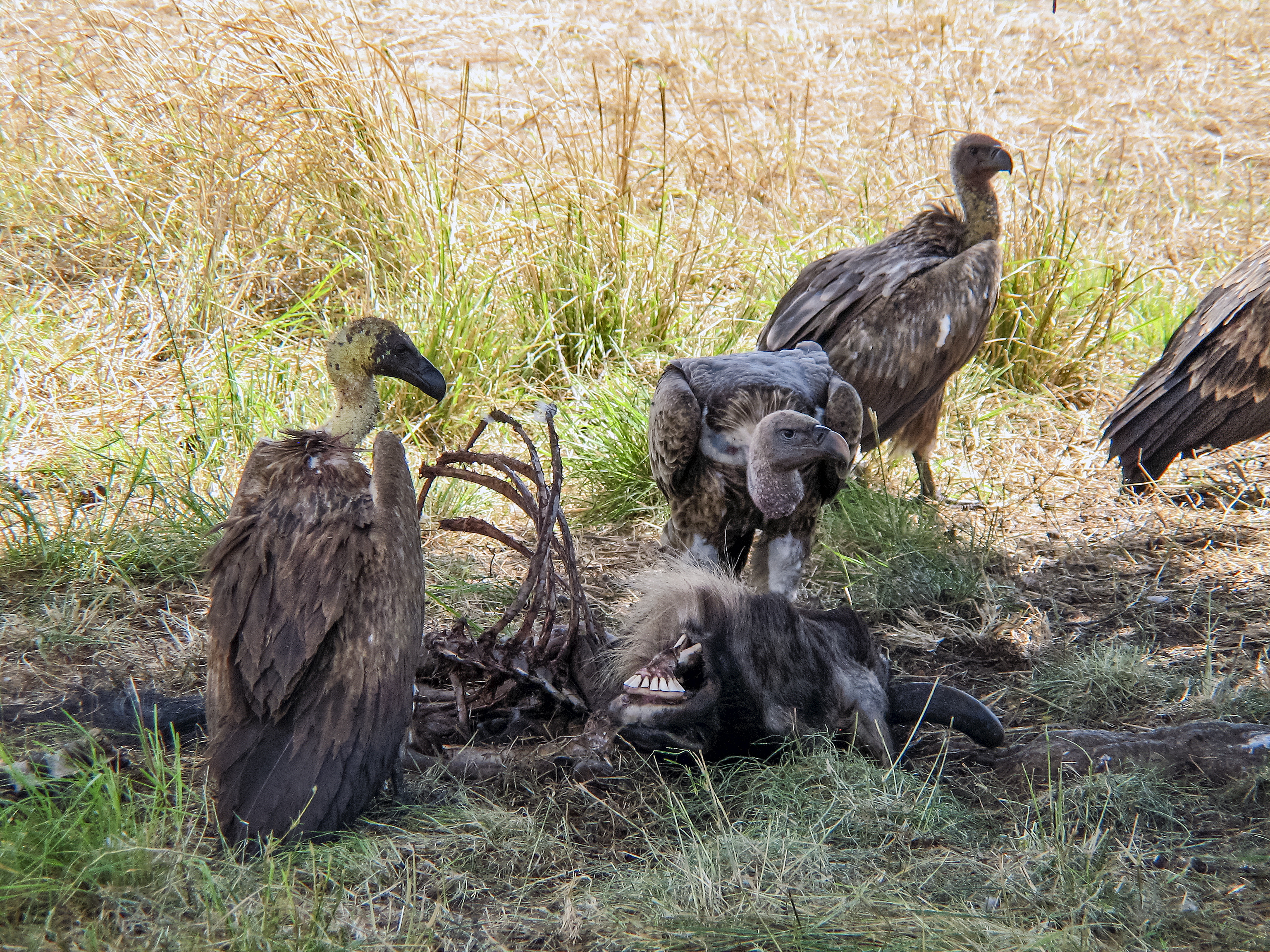
ヌーの死体に群がるコシジロハゲワシ（Gyps africanus）。捕食者の食べ残しを彼らがさらに啄（つい）ばむことで分解のプロセスがいっそう進む。ケニア、マサイマラ国立保護区。

腐肉食（ふにくしょく）または屍肉食（しにくしょく）は、動物の死体（動物遺体）を主たる食物とする性質を持つ、肉食の一群である。狭義では腐敗したあるいは腐敗が進行した肉を食物とする食性。
英語では scavenging （スカヴェンジング。「腐肉食い」の意）、もしくは necrophagy （ネクラファジー〈日本語風：ネクロファジー〉。「屍肉食い」の意）と言う。
腐肉食性を有する動物を、日本語では「腐肉食動物（屍肉食動物）」、英語では scavenger （仮名転写はスカベンジャー、もしくは、スカヴェンジャー）と称する。

## 特徴

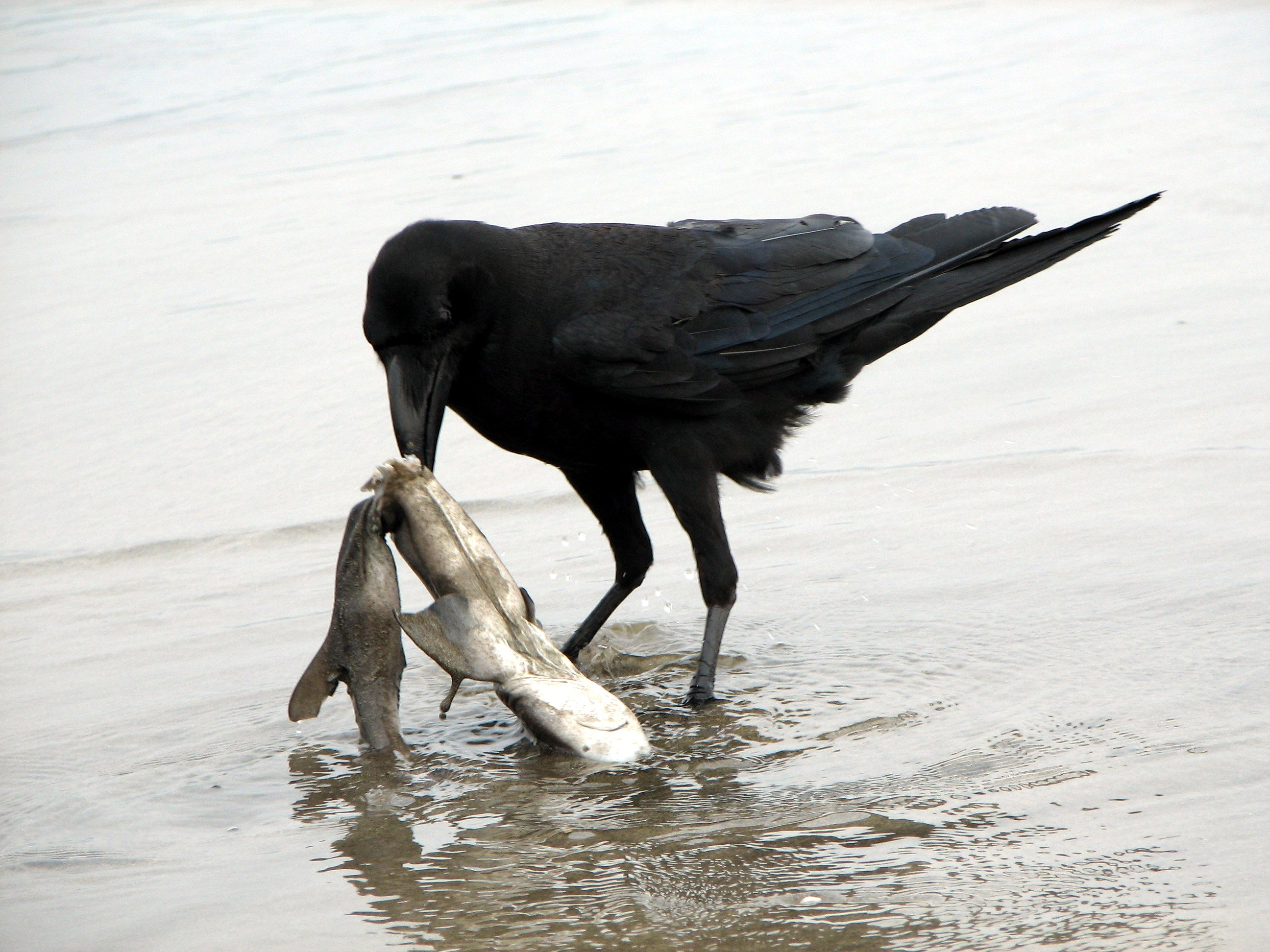
小さなサメの死体を得たハシブトガラス（日本、熊本県）

### 概要
何らかの事由によって生命を絶った動物の死体がいまだ肉食動物に消費されない状態で残っていれば、それは「動物遺体」であり、これを主食とする動物が腐肉食動物（屍肉食動物）である。動物が死体となる事由として、災害による死、過失による事故死、疾病による死、捕食者（人間によるものを含む）がもたらす死などが考えられるが、腐肉食動物はそのようにして環境中にある死体を探し当てて食物とする。死体の周囲にそれを殺した捕食者がいても、生態的に力が上回れば奪い取ることを常とする（例：チーターに対するブチハイエナ）。また、生態的上位の者が摂食中の死体を狙い、隙を見て横取りしたり、残り物を得たりするのも腐肉食動物の習性である（例：ハイエナに対するジャッカルやハゲワシ）。

### 生態系における重要性
「屑拾い（くず-ひろい）」「屍肉漁り（しにく-あさり）」などとも形容される腐肉食動物は、動物遺体の分解に関与することによって生態系の重要な役割を担っている。段階の異なる腐肉食動物に順次消費されていくことにより、動物を構成していた有機物質は分子分解されて環境に還元されるからである。彼らの働きがあって初めて環境は健全に保たれ、食物網（食物連鎖）も機能する。

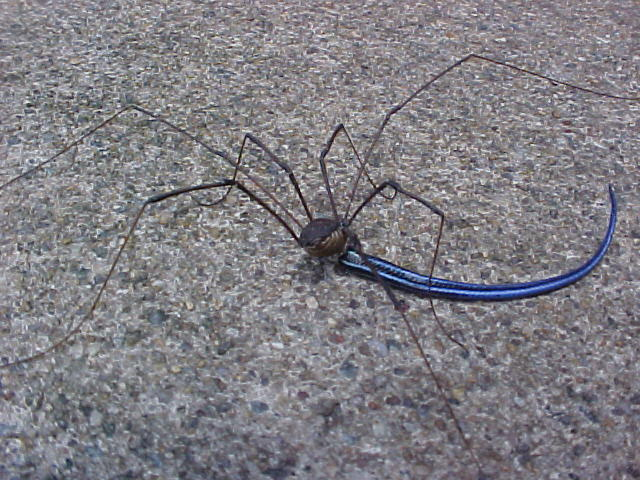
イツスジトカゲの自切した尾を食べるザトウムシ

### 腐肉食動物の実際
顕著な腐肉食動物としては、ハゲワシ類、シデムシ、クロバエやニクバエ、クロスズメバチ、カモメ類、ヌタウナギなどが挙げられる。一般によく知られ、屍肉食いの代表のように考えられ代名詞化までしているハイエナは実は、積極的に狩りをすることの多い動物であり、イメージに反して完全な腐肉食動物ではない。むしろ、彼らは自ら仕留めた獲物をライオンに横取りされる、すなわち、腐肉食されることの多いニッチ（生態的地位）に置かれている。

### 似て非なるもの
糞便を食する動物は coprovore （「糞食動物」）と呼ばれる。また、死んだ植物を主食とする動物は detritivore （「腐敗食動物」あるいは「腐食動物」）、あるいは、「腐植食動物」と言う。

## 処理
自然界では様々な要因で死骸が発生する。そうした死骸は一般的に移動能力の高い鳥類によって大部分が処理されると考えられがちだが、サバンナでの調査によると実際にはブチハイエナのような大型獣によって処理されるほうが多いことが判明している。

## 具体例

### 現生種

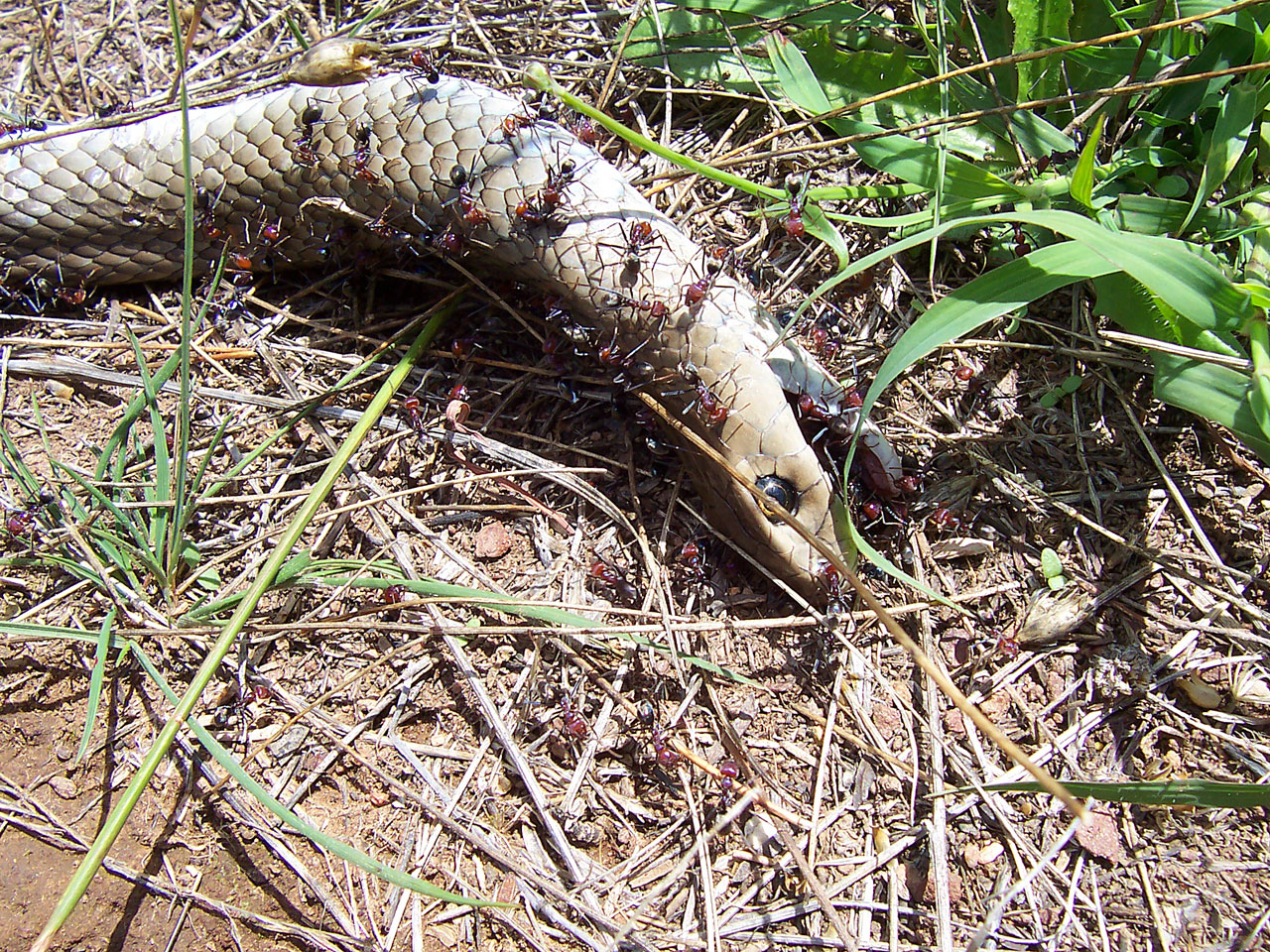
ヘビの死体に群がるアリ

腐肉食動物のうちで特筆に値するものをここに示す。
- ハイエナ ：哺乳綱 - 食肉目（ネコ目）。カッショクハイエナとシマハイエナで特に傾向が強い。ブチハイエナは腐肉食動物の典型と誤解されることがあるが、実際にはハイエナの中でも積極的に狩りを行う種である。
- ジャッカル ：哺乳綱 - 食肉目。強い捕食者のおこぼれを主食とする屑拾いの典型。
- ハゲワシ ：鳥綱 - タカ目。タカ科の腐肉食動物の総称。屑拾いの典型。
- ハシブトガラス ：鳥綱 - スズメ目。一般にイメージされるほどの屍肉食いではなく、雑食性が強い。
- クロスズメバチ ：昆虫綱 - 膜翅目（ハチ目）
- シデムシ ：昆虫綱 - 鞘翅目（コウチュウ目）
- ウジ ：昆虫綱 - ハエ目。腐肉食性を人間の治療に利用することがある（マゴットセラピー）。

### 絶滅種
絶滅種についてはあくまでも学術的推定である。
- ダイアオオカミ（Canis dirus） ：哺乳綱 - 食肉目。腐肉食性と考えられている史上最大のオオカミ。
- アンドリューサルクス ：哺乳綱 - 偶蹄目。体が大きく強ければ自ら狩りをしなくても他の捕食者から奪えばそれで事足りる。アンドリューサルクスはその巨躯を腐肉食性で説明されることが多い。腐肉食も頻繁にする雑食動物であったかもしれない。
- メギストテリウム（Megistotherium） ：哺乳綱 - 肉歯目。上に同じ。
- ティラノサウルス ：爬虫綱 - 竜盤目。ティラノサウルスの腐肉食動物説は古くから根強いが、現在は概ね否定されつつある。
- クリプトプス（Kryptops） ：爬虫綱 - 竜盤目